# Jean-Bertrand Aristide
Pour les articles homonymes, voir Aristide.
Jean-Bertrand Aristide, né le 15 juillet 1953 à Arniquet (Port-Salut), ville côtière du sud d'Haïti, est un ancien prêtre devenu homme d'État haïtien. Il est à plusieurs reprises président de la république d'Haïti : de 1991 à 1996 (renversé de 1991 à 1994), et finalement de 2001 à 2004 avant son départ en exil le 29 février 2004 à la suite d'un nouveau coup d'État.

## Biographie

### Jeunesse
Né dans la ville côtière de Port-Salut, au sud d'Haïti, dans une famille d'agriculteurs possédant leur terre, Jean-Bertrand Aristide reçoit son éducation primaire chez les salésiens à Port-au-Prince, puis son éducation secondaire au collège Notre-Dame de Cap-Haïtien avant d'entrer en 1974 au noviciat salésien de La Vega en République dominicaine. Il est de retour à Port-au-Prince l'année suivante, où il suit une classe de philosophie au grand séminaire Notre-Dame. En 1979, il obtient une licence de psychologie à l'université d'État d'Haïti. Il est ordonné prêtre le 3 juillet 1982. En 2007, Aristide obtient un doctorat en langues africaines à l'université d'Afrique du Sud (UNISA).
Inscrivant sa démarche dans la théologie de la libération qui met l'accent sur la justice sociale, il devient l'un des représentants les plus visibles d'un mouvement de communautés ecclésiales de base appelé Ti Kominotés Légliz (TKL). François-Wolff Ligondé, archevêque de Port-au-Prince et proche du régime Duvalier, décide de l'éloigner en l'exilant tour à tour en Italie, en Israël, au Canada et en Grèce. Il revient définitivement dans le pays le 5 janvier 1985. Il fonde un orphelinat, la Fanmi Selavi, afin de venir en aide aux enfants des rues.
Depuis son église, dans une banlieue déshéritée de la capitale, il dénonce les élites économiques du pays, l’impérialisme de Washington (« plus dangereux que le sida ») et le « macoutisme » hérité du régime Duvalier. Le 11 septembre 1988, il réchappe du massacre de l'église Saint-Jean-Bosco dont il a la charge, causé probablement par d'anciens macoutes, au terme duquel on décompte au moins 13 morts et environ 80 blessés.

### Premier mandat présidentiel

#### Élection présidentielle
Jean-Bertrand Aristide est choisi comme candidat pour l'élection présidentielle de 1990 par le Front national pour le changement et la démocratie (FNCD), qui regroupe 15 organisations de centre-gauche, bien que Victor Benoît, dirigeant du KONAKOM ait un temps été pressenti. Il s'agit alors pour lui de barrer la route à Roger Lafontant, ancien chef des macoutes et ministre de l'Intérieur puis de la Défense sous le règne des Duvalier, qui avait annoncé sa candidature.
Les mesures qu'il propose dans son programme électoral consistent à soutenir l'industrie et l'agriculture, à viser l'autosuffisance alimentaire par une réforme agraire, à lutter contre la contrebande dans les ports, à réorganiser l'administration et à augmenter le salaire minimum.
Le 16 décembre 1990, après le retrait de son adversaire initial Roger Lafontant, il remporte l'élection présidentielle dont la régularité est contrôlée par des observateurs de l'OEA avec 67,48 % des voix contre le candidat de droite Marc Bazin (14 %), ancien fonctionnaire de la Banque mondiale qui avait les faveurs des États-Unis. Son adversaire avait reçu près de 36 millions de dollars de la NED, organisme lié à la CIA créé pour interférer dans les processus électoraux afin d'y soutenir les candidats pro-américains. Il est investi le 7 février 1991. Une conférence internationale réunie en juillet de cette même année promet à Haïti un financement de 400 millions de dollars,.

#### Présidence et coup d’État
Malgré son élection, sa présidence est immédiatement instable : Jean-Bertrand Aristide n'a le soutien ni de l'élite, ni de l’armée, ni de l’Église, ni des États-Unis. Ces derniers lui paraissent constituer la menace la plus importante en raison de l'invasion de la Grenade (1984), du Panama (1989) et de leur soutien à des groupes paramilitaires au Nicaragua pour y déstabiliser le gouvernement. En outre, la chute de la dictature entraine des actes de vengeance contre d'anciens tortionnaires que son gouvernement ne parvient pas à contrôler. D'anciens macoutes sont ainsi assassinés par la population, contribuant au climat d'instabilité politique en dépit des tentatives d'Aristide de faire cesser ces lynchages.
En économie toutefois, la fin de la corruption institutionnalisée permet aux entreprises publiques, traditionnellement en déficit, de réaliser certains bénéfices. Dans le secteur privé, Aristide demande aux patrons d’augmenter les salaires de leurs ouvriers, ce qui l'entraine dans un conflit avec eux. Aristide est confronté à une virulente campagne médiatique dirigée contre lui et financée par l'Usaid et la NED, organismes proches du gouvernement des États-Unis. Il est victime d'un coup d'État le 30 septembre 1991, marquant le rejet du nouveau président par l'armée et par les élites économiques traditionnelles. Il est contraint à l'exil tandis que le commandant en chef de l'Armée, le lieutenant général Raoul Cédras prend le pouvoir. Une répression sanglante s'abat sur les secteurs favorables au président déchu. Trois cent mille personnes fuient leur maison pour se réfugier ailleurs dans le pays, des dizaines de milliers rejoignent la République dominicaine et dix mille tentent d'atteindre les États-Unis, mais plusieurs centaines d'entre elles meurent durant la traversée et plus de huit mille sont interceptées par les gardes-côtes.
Jean-Bertrand Aristide demeure cependant reconnu internationalement.
Les États-Unis, dirigés par le président George H. W. Bush, adoptent une attitude en apparence contradictoire. Ils prennent immédiatement des sanctions financières et commerciales contre Haïti en exigeant le retour de la démocratie et sont suivis le 8 octobre 1991 par l'OEA. Paralysé dans un premier temps par l'opposition de la Chine, le Conseil de sécurité de l'ONU décide d'un embargo contre Haïti en juin 1993. L'effet de ces sanctions, qui dureront trois ans, sur les conditions de vie de la population haïtienne est « tragique ». Pourtant, le chef de poste de la CIA John Kambourian fait livrer à ses relais Emmanuel Constant et Louis-Jodel Chamblain des caisses d'armes et de munitions qui permettent d'organiser le groupe paramilitaire FRAPH. Entre quatre et cinq mille personnes sont assassinées par ce groupe.

#### Exil
Jean-Bertrand Aristide est reçu à la Maison-Blanche par George H. W. Bush le 4 octobre 1991. En contraste avec les soutiens clairs du Premier ministre canadien Brian Mulroney et du président vénézuélien Carlos Andrés Pérez, l'attitude des États-Unis, qui a surtout pour objectif de dissuader d'autres coups d'État militaires ailleurs en Amérique latine, restera ambiguë vis-à-vis d'Aristide, comme le reconnaîtra James Baker. La misère est à l'origine de vagues de boat-people haïtiens qui cherchent à immigrer aux États-Unis. L'US Coast Guard renvoie 538 Haïtiens dans leur pays le 15 novembre 1991. Le Kennebunkport Order qui prévoit de renvoyer systématiquement les boat people à Haïti, signé par George H. W. Bush en mai 1992, est contesté par le candidat Bill Clinton.
Sous la pression des États-Unis, Aristide et Cédras négocient puis signent en juillet 1993 l'accord de Governors Island, prévoyant une transition politique et le retour d'Aristide en octobre de la même année. Ce dernier doit en échange accepter un programme suggéré par le FMI impliquant le maintien des bas salaires, la privatisation d'entreprises publiques, la suppression de droit de douane et un plus grand accès des entreprises étrangères aux ressources et au marché haïtiens. L'accord aboutit pourtant à un échec lorsque le 13 octobre, le gouvernement américain, déjà en difficulté en Somalie, fait faire demi-tour au navire USS Harlan County transportant 200 militaires américains et canadiens, auquel une foule en colère interdisait le débarquement à Port-au-Prince. Dans ce climat, aggravé par l'assassinat de l'ancien ministre de la Justice Guy Malary et par une nouvelle tuerie visant des partisans d'Aristide, le Conseil de sécurité de l'ONU décrète un blocus naval d'Haïti,.
Durant l'année 1994, aiguillonnée par le problème des boat-people haïtiens refoulés sur la base américaine de Guantánamo dont le nombre s'accroît jusqu'à 14 000 au mois d'août, par Jean-Bertrand Aristide qui remet en question le traité autorisant ce traitement des réfugiés, interpellée par des forces politiques comme le Caucus noir du Congrès, ou par la grève de la faim de Randall Robinson en avril, et faisant face à l'inefficacité des sanctions économiques, l'administration Clinton étudie et négocie avec la communauté internationale les conditions d'une action militaire à Haïti. Son administration doit aussi composer avec le Parti républicain dont le futur candidat à l'élection présidentielle de 1996, Bob Dole, déclare, en réaction au massacre de dizaines de personnes dans le bidonville de Cité-Soleil, que « le sort de Haïti ne vaut pas la vie d'un seul soldat américain. » En outre, afin de dissuader Clinton de soutenir le retour au pouvoir d'Aristide, la CIA tente de le mettre en délicatesse devant l'opinion publique en faisant divulguer dans la presse un faux dossier médical décrivant Aristide comme sujet à des crises dépressives et souffrant d'une instabilité chronique pouvant déboucher sur des tendances homicides. Après plusieurs mois, on aboutit le 31 juillet à la résolution 940 du Conseil de sécurité des Nations unies qui autorise une force multinationale à intervenir militairement,.
Le 16 septembre, Jimmy Carter, Colin Powell et Sam Nunn sont envoyés à Haïti pour proposer aux membres de la junte de quitter le pays. Le 18 septembre, Raoul Cédras accepte, ce qui aboutira à son départ pour le Panama le 13 octobre. La force multinationale, composée d'Américains et de soldats de 19 autres pays, connue sous le nom de code américain opération Uphold Democracy, débarque à Haïti à partir du 19 septembre. Hormis un combat qui fait 10 morts haïtiens à Cap-Haïtien, le déploiement se fait sans résistance. Aristide rentre au pays le 15 octobre.

#### Retour à la présidence

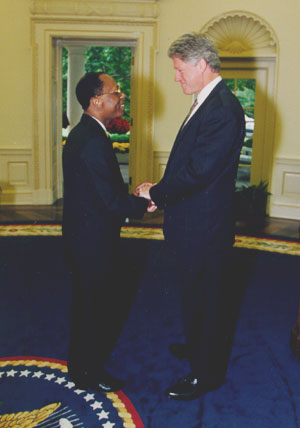
Jean-Bertrand Aristide et Bill Clinton à la Maison-Blanche le 14 octobre 1994.

Afin de faire cesser les exactions du FRAPH et de reprendre sa présidence, Jean-Bertrand Aristide s'est soumis à de nombreuses concessions. Il a signé un accord prévoyant une amnistie pour les responsables du coup d’État, un contrôle de Washington sur la formation de nouvelles forces de police, le partage des pouvoirs avec l'opposition et des privatisations. Il nomme Premier ministre l'homme d'affaires Smarck Michel et le laisse appliquer les mesures d'inspiration néolibérales attendues par les institutions financières internationales. Ses alliés américains sont rapidement les bénéficiaires de ces privatisations, notamment dans le secteur des télécommunications.
En avril 1995, avec en mémoire le coup d’État de 1991, le président Aristide dissout l'armée. Ce n'est pas un cas exceptionnel dans la région puisque des pays tels que le Costa Rica, la Dominique, Grenade et le Panama sont également dépourvus d'armée. Cependant, la police (quatre mille hommes pour huit millions d'habitants) est aussitôt débordée. En octobre 1995, sensible aux manifestations d'étudiants qui s'opposent à la multiplication par dix des frais d'inscription à l'université, et aux inquiétudes des employés des entreprises publiques (EDH, Ciments d'Haïti, Minoterie nationale, Teleco, APN) dont les emplois sont remis en question, Aristide désavoue le Premier ministre Smarck Michel sur la politique de privatisation menée conformément aux exigences d'un groupe de créanciers internationaux basés à Washington tels que la Banque mondiale, le FMI et US Aid. Smarck Michel démissionne. Les institutions internationales refusent à Haïti les prêts prévus. Aristide nomme Claudette Werleigh au poste de Première ministre,.
Fin novembre, alors que la campagne des élections présidentielles commence, le gouvernement américain insiste pour que Jean-Bertrand Aristide respecte la Constitution d'Haïti de 1987 qui lui interdit d'exercer deux mandats consécutifs, malgré ses trois années d'exil. Aristide accepte et, deux jours avant le vote du 17 décembre 1995, annonce son soutien à la candidature de René Préval, qui est élu. Il s'agit alors de la première passation de pourvoir entre deux chefs d’État élus démocratiquement en Haïti. Le 8 janvier 1997, l'Unesco lui remet un prix pour son « engagement en faveur de l’avènement des droits de l’homme et de la démocratie en Haïti. »

### Deuxième mandat présidentiel

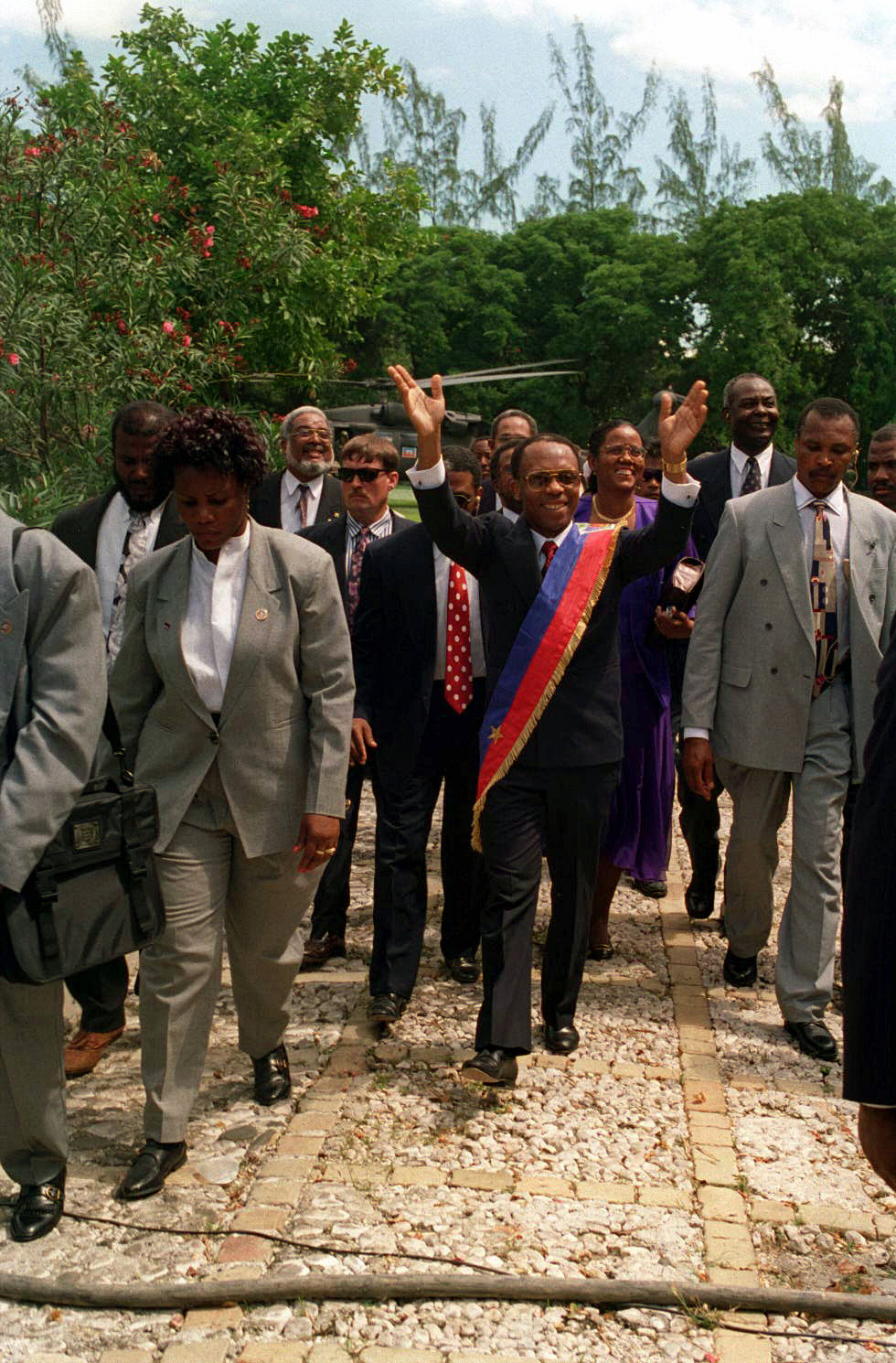
Jean-Bertrand Aristide lors de son retour au pouvoir.

En janvier 1997, Jean-Bertrand Aristide fait enregistrer un nouveau parti politique, la Fanmi Lavalas, distinct de l'Organisation politique lavalas (OPL) qui soutient René Préval, et présente des candidats sous cette nouvelle étiquette aux élections du 6 avril 1997. À la suite de désaccords entre l'OPL, Fanmi Lavalas, et la commission électorale, René Préval annule l'organisation du second tour, qui était prévu en juin. En décembre 2000, Jean-Bertrand Aristide est élu président de la République par 93 % des voix, avec un taux de participation de près de 70 %.
Son gouvernement est affecté par des accusations de corruption et par une situation économique très délicate. La popularité d'Aristide décline d'autant plus que certains de ses ministres prennent systématiquement le parti des patrons contre les travailleurs ; ainsi, quand des syndicalistes sont assassinés à Guacimale le 27 mai 2002, les autorités se retournent contre les victimes. Plusieurs, y compris des blessés, sont détenues six mois en prison. Il obtient en revanche certains succès en lançant plusieurs programmes sociaux, des coopératives agricoles et la construction d'écoles.
Les partis d'opposition regroupés au sein de la Convergence démocratique s'associent au Groupe des 184, ensemble d'associations se réclamant de la société civile, dirigé par l'homme d'affaires André Apaid. Ce dernier dirige les Industries Alpha et emploie quatre mille travailleurs auxquels il verse 68 cent par jour ; la question de la rémunération l'avait conduit à s'opposer à Aristide qui avait augmenté le salaire minimum. Aux États-Unis, la nouvelle administration dirigée par George Bush lui est hostile. L'Usaid et l'Institut républicain international octroient 1,2 million de dollars à l’opposition.
En 2003, une série de fusillades et de tueries affecte les partisans de Fanmi Lavalas dans la région du Bas-Plateau central. En retour, des armes sont distribuées à des groupes pro-gouvernementaux, qui pour certains verseront dans le banditisme. De son côté, l'opposition choisit une lutte frontale contre le pouvoir en multipliant les manifestations et en refusant de participer aux élections. Elle est en cela encouragée par une partie de la communauté internationale : après les déclarations explicites des États-Unis, c'est au tour du Canada d’appeler au départ du président avant la fin de son mandat.
En 2003, une rébellion débute à la suite de l'assassinat près des Gonaïves d'un chef rebelle, Amiot Métayer, par le pouvoir. Puis, elle gagne du terrain et une opposition armée dirigée par Buteur Métayer, le propre frère d’Amiot, se regroupe dans un Front pour la libération et la reconstruction nationales. Les rebelles, pour beaucoup d'anciens militaires, lancent régulièrement des raids dans le Plateau central et dans le nord, exécutant des partisans d'Aristide, des représentants du gouvernement et des membres de leurs familles.
Le 29 février 2004, le président Aristide quitta Haïti à bord d'un avion américain, accompagné par le personnel de sécurité de l'armée américaine. La controverse demeure quant à l'étendue de l'implication des États-Unis dans le départ d'Aristide. Aristide compare son départ à un enlèvement. La Communauté caribéenne (CARICOM), qui rassemble une quinzaine de pays, proteste et estime que « les circonstances du départ d’Aristide sont irrégulières ».
Ce départ induit l'installation d'un nouveau pouvoir par l'intermédiaire des Américains et cause la fin prématurée du deuxième mandat du président Jean-Bertrand Aristide. Peu après la destitution de celui-ci, une force militaire américaine est déployée, bientôt suivie de troupes françaises venues de Guyane. C'est le président de la Cour suprême, Boniface Alexandre, qui assume alors les fonctions du président de l'État, prêtant serment devant les ambassadeurs américain et français. Économiste néolibéral et ancien fonctionnaire de l'ONU, Gérard Latortue est ramené des États-Unis pour prendre la fonction de Premier ministre.
En mars 2004, les résultats d'une commission d'enquête sur Haïti, dirigée par l'ancien procureur général des États-Unis Ramsey Clark, indiquent que « les gouvernements des États-Unis et de la République dominicaine auraient participé à la fourniture d'armes et à la formation des rebelles haïtiens dans ce pays ». La commission a constaté que 200 soldats des forces spéciales américaines avaient été envoyés en République dominicaine pour participer à des exercices militaires en février 2003. Ces exercices, autorisés par le président dominicain Hipólito Mejía Domínguez, ont été menés « près de la frontière, précisément dans une zone à partir de laquelle les rebelles lançaient régulièrement des attaques contre les installations de l'État haïtien »,

## Prix et médailles
- First Chancellor's Distinguished Honor (4 octobre 1996 par l'université de Berkeley).
- Prix UNESCO 1996 de l’Éducation aux Droits de l’Homme (8 janvier 1997 de l'UNESCO)
- Médaille d'or de la journée mondiale de l'alimentation (22 avril 2002 de la FAO)